# Idrogenosolfito reduttasi
La idrogenosolfito reduttasi è un enzima appartenente alla classe delle ossidoreduttasi, che catalizza la seguente reazione:
tritionato + accettore + 2 H2O + OH- ⇄ 3 bisolfito + accettore ridotto
Il metilviologeno può agire come accettore. L'enzima è una siroemeproteina contenente centri ferro-zolfo (P-582).